# 聖傑魯鄉
45°08′N 26°16′E / 45.133°N 26.267°E
聖傑魯鄉（羅馬尼亞語：Comuna Sângeru, Prahova），是羅馬尼亞的鄉份，位於該國中南部，由普拉霍瓦縣負責管轄，面積40平方公里，海拔高度212米，2007年人口5,507，人口密度每平方公里138人。